# Ponte de D. Maria Pia
A Ponte de D. Maria Pia ou Ponte Maria Pia é uma infraestrutura ferroviária, que transportava a Linha do Norte sobre o Rio Douro, entre as cidades do Porto e Vila Nova de Gaia, no Norte de Portugal. Foi inaugurada em 4 de Novembro de 1877 e foi encerrada em 24 de Junho de 1991, tendo sido substituída pela Ponte de São João. É considerada, junto com o Viaduto de Garabit, como as maiores obras-primas executadas pelo engenheiro Gustave Eiffel. Na altura da sua inauguração, era a ponte com o maior arco em ferro do mundo. Está classificada como Monumento Nacional desde 1982.

## Descrição

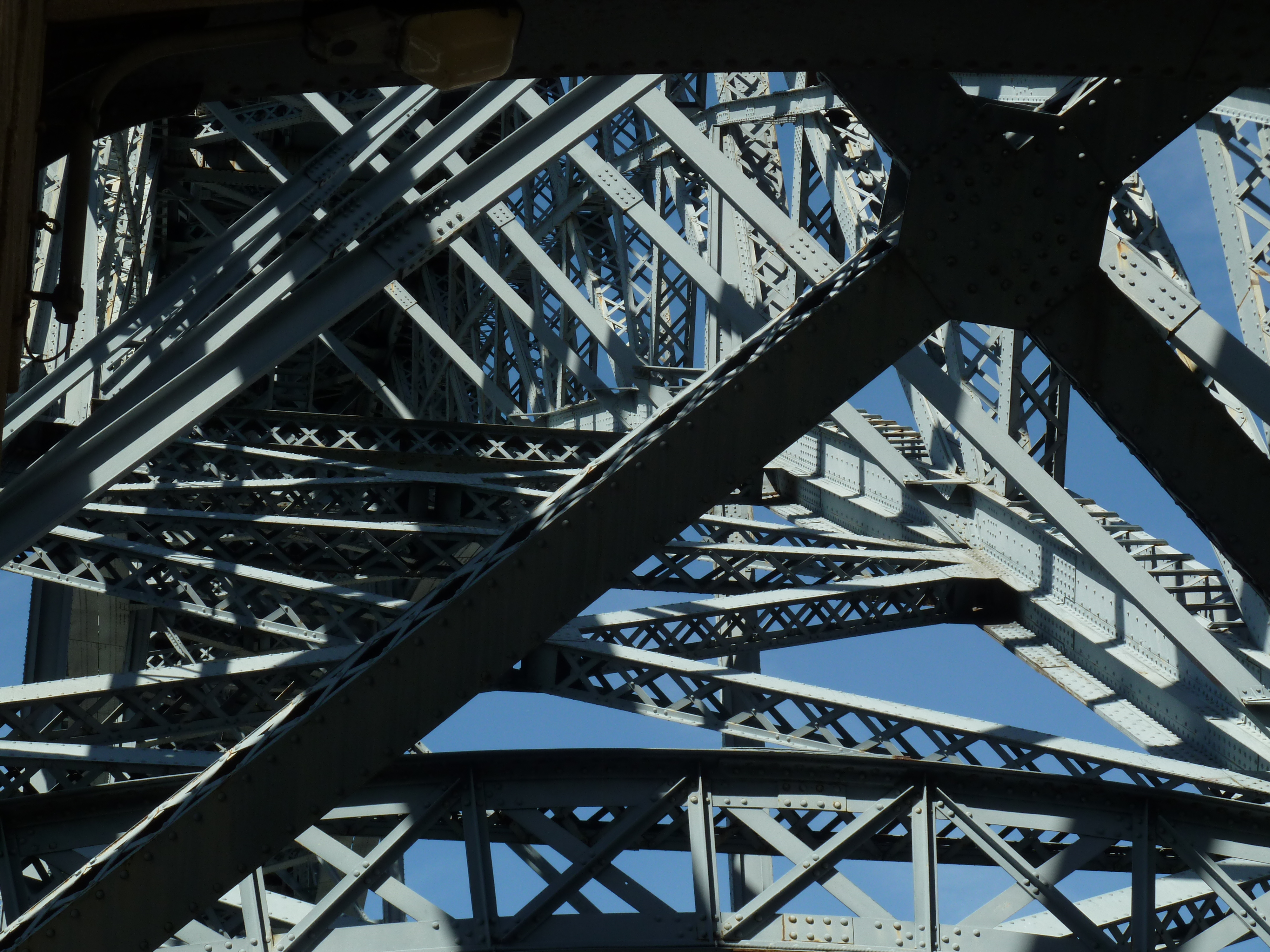

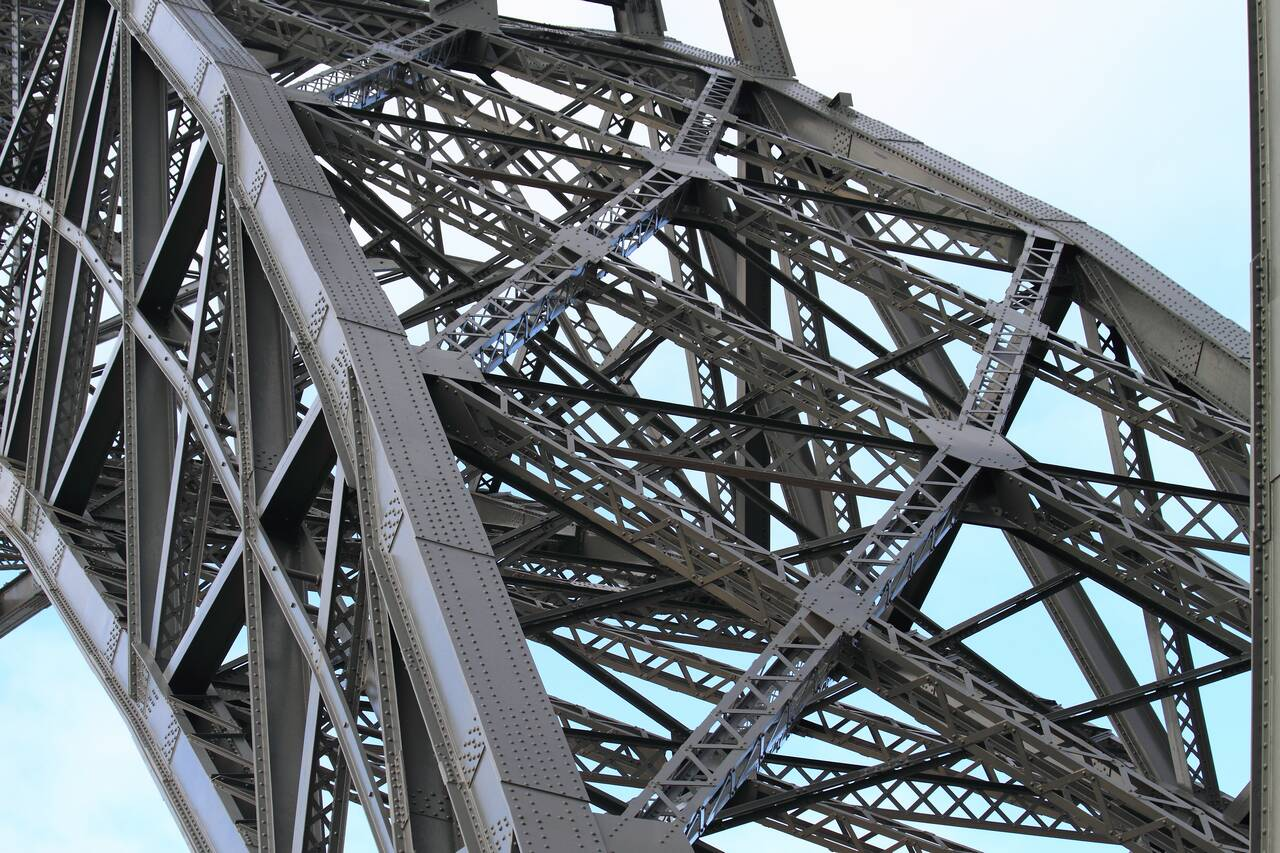
Pormenor da estrutura metálica do arco.

A ponte foi baptizada em honra da esposa do rei D. Luís I, a rainha D. Maria Pia de Saboia.
O comprimento total da secção metálica da ponte é de 352,875 m, dos quais 192,875 m correspondem aos viadutos laterais, e 160 m ao arco; o arco apresenta uma forma parabólica, com uma flecha de intradorso de 37,50 m, e uma altura no meio de 10 m, que vai decrescendo, atingindo 7 m nos rins, ou seja, nos pontos em que se iniciam 2 pilares que suportam o tabuleiro. O arco é apoiado por 4 fortes articulações, duas de cada lado, a 15 m de distância uma da outra, fornecendo aos arcos uma grande base, para melhor resistir aos efeitos do vento.
O arco sob o tabuleiro tem 167 metros de corda e 48,60 metros de flecha, assentando sobre sete pilares, dois dos quais sobre o arco. O tabuleiro situa-se a cerca de 60 metros de altura do nível das águas do Rio Douro. A estrutura metálica estava resguardada dos efeitos do clima por várias camadas de tinta. No pavimento da ponte, foi utilizado ferro do tipo Zorés.
O peso total da estrutura metálica é de 4100 t, dos quais 512 t pertencem ao arco, na razão de 3200 kg por metro corrente.
Para o cálculo da resistência da ponte, foi utilizada uma sobrecarga de 4000 kg por metro corrente ou 640 t em todo o arco, um valor que nessa altura era muito superior ao peso dos comboios que circulavam pela ponte; com efeito, quando se fizeram as experiências, foi empregue um comboio formado por duas locomotivas Sharp do Minho e Douro e vários vagões com carga máxima, que alcançou um peso inferior a 3000 kg por metro corrente, para meio arco. Foi devido a este reforço redundante, à grande massa metálica da ponte, e às propriedades do próprio arco, que não se verificou a necessidade de substituir quaisquer rebites no arco nem nos tabuleiros rectos. Com efeito, o arco foi concebido de forma a trabalhar de forma exclusiva à compressão, ou seja, os rebites afrouxavam, devido às vibrações, de forma proporcional aos esforços que suportavam, especialmente quando os esforços variam de sentido, do que quando actuam num sentido constante. O trabalho do ferro era relativamente pequeno, e sempre de compressão no arco, sendo as vibrações pequenas e distribuídas por toda a ponte, exercendo pouca pressão sobre os rebites. Desta forma, a ponte foi projectada de forma a apresentar uma grande solidez.

### Distinções
- Em 1982 foi classificada Monumento Nacional.[10]
- Em 1990 foi classificada pela American Society of Engineering (ASCE) como Internacional Historic Civil Engineering Landmark.[7]

## História

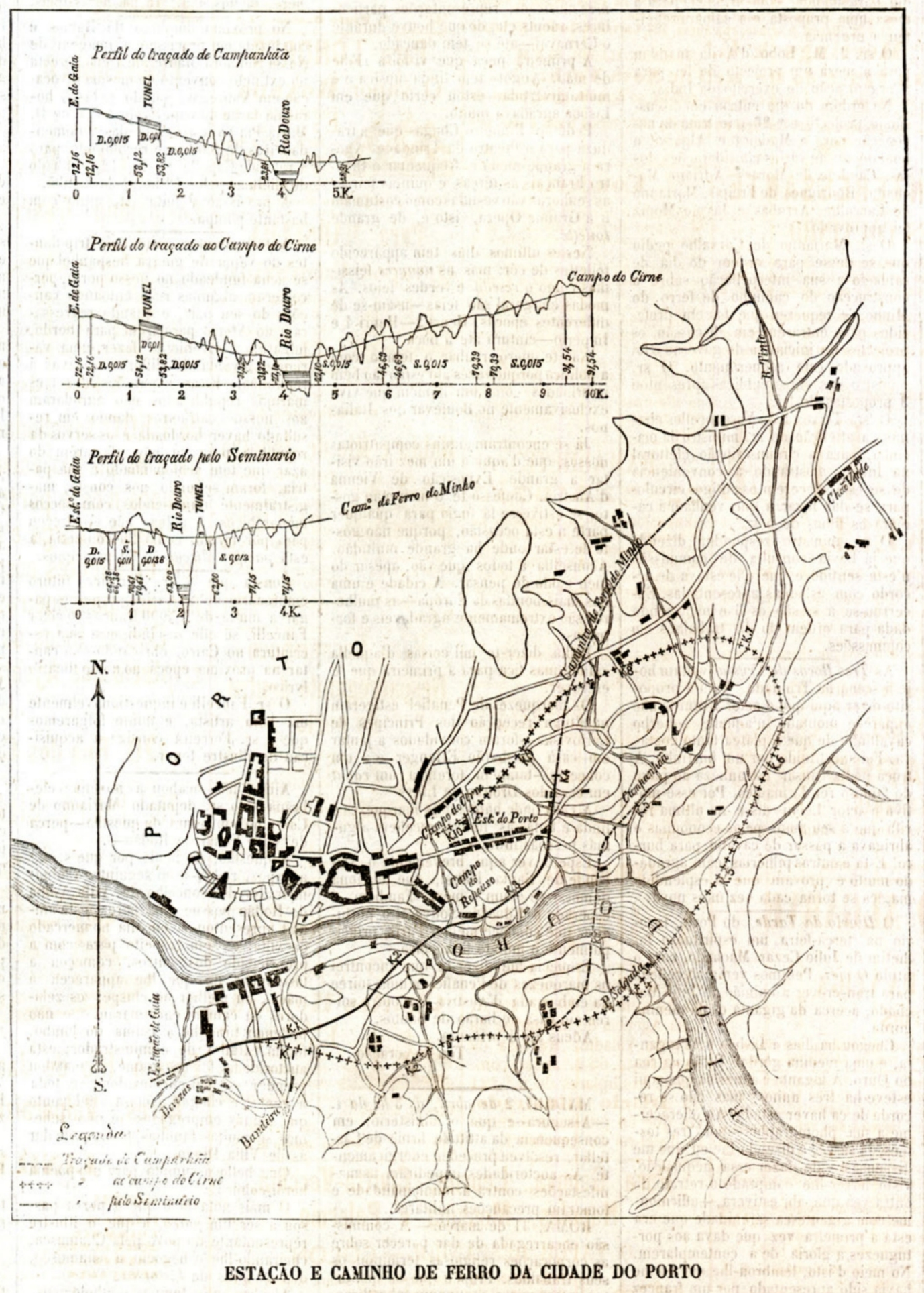
Planta com os três projectos para o troço da Linha do Norte entre Vila Nova de Gaia e a cidade do Porto, incluindo a travessia do Rio Douro.

### Antecedentes e planeamento
Em 7 de Julho de 1864, foi inaugurado o lanço até à estação de Vila Nova de Gaia, unindo Lisboa à margem Sul do Rio Douro, e consequentemente ao Porto, embora de forma indirecta. Com efeito, para criar uma ligação efectiva entre as duas cidades, era indispensável continuar a linha até à margem direita do rio, mas isto acarretava grandes problemas de ordem técnica, já que no ponto entre Porto e Gaia o rio forma um imponente fosso, com margens muito escarpadas. Já em 1852, uma comissão encarregada de estudar o traçado da Linha do Norte tinha sido instruída para criar uma solução para a travessia do Rio Douro, de forma a que a linha fosse ligada à futura rede do Minho e Douro, e pudesse ser construída uma estação para o Porto na margem direita, de acordo com as reclamações da cidade, que queria uma gare terminal tão próxima quanto possível do centro.
O primeiro projecto foi apresentado em 11 de Fevereiro de 1862 por Eusébio Page, director da empresa construtora, que atravessava o rio numa ponte muito semelhante às já utilizadas sobre o Mondego e Vouga na Linha do Norte, e sobre o Rio Tejo na Linha do Leste, com pilares de ferro fundido cheios de betão. A altura sobre o nível da água era de 27 metros na maré baixa, obrigando a grandes declives da via férrea para vencer o desnível da ponte. Este projecto foi enviado ao governo, mas não chegou a ser aprovado, embora uma portaria de 6 de Março de 1862 tenha ordenado a elevação do tabuleiro em 12,50 metros para reduzir as rampas da via férrea, e melhorar a localização da estação de Campanhã. Page replicou que esta modificação iria aumentar consideravelmente as despesas de construção, sem trazer quaisquer vantagens. Em 30 de Julho de 1864, o director da empresa construtora, Angel Arribas e Ugarte, enviou um novo projecto para este troço ao engenheiro fiscal, embora sem os estudos da ponte, uma vez que a empresa considerava que esse esforço seria inútil antes do governo aprovar o traçado. O Ministro das Obras Públicas, João Crisóstomo de Abreu e Sousa, respondeu em 24 de Novembro que devia ser elaborado um projecto completo, incluindo a ponte, e que o traçado deveria ser feito de forma a assegurar uma boa ligação com as linhas a Norte do Rio Douro; desta forma, aventou que, em vez do esteiro de Campanhã, a estação de bifurcação deveria ser feita nas Fontainhas ou no Prado do Repouso. A empresa redarguiu que para levar a linha ao Prado do Repouso seria necessário alongar a linha em 8 km, além que o novo traçado seria mais difícil e obrigaria a caras expropriações. José de Salamanca, em nome da empresa construtora, aceitou levar a linha até ao Prado do Repouso, mas com grandes apoios financeiros, incluindo o pagamento das expropriações por conta do governo. Em Abril de 1865, a Companhia Real entregou uma proposta idêntica, em combinação com a empresa construtora, mas aproveitou a ocasião para renegociar a questão da ponte ser feita em via simples ou dupla. Com efeito, o contrato original para as Linhas do Norte e Leste tinha estipulado que a ponte sobre o Rio Douro devia ser desde logo preparada para via dupla, embora de início pudesse ter só uma via. O empreiteiro desde o princípio que contestou esta condição, tendo chegado a levar a questão ao tribunal arbitral, que em 10 de Agosto de 1863 decidiu a favor do governo. Devido à insistência de José de Salamanca, e à pressão do público que queria ver a linha concluída, o governo cedeu, e em 27 de Novembro de 1865 chegou a acordo com a Companhia, pelo que foi submetido à Câmara dos Deputados um projecto de lei para dispensar a construção do tabuleiro para a segunda via, e fixar a construção da estação terminal no Campo do Cirne. Depois de uma demorada discussão, o projecto foi aprovado em 8 de Novembro de 1869.
No entanto, surgiram novos conflitos entre a Companhia Real e o empreiteiro José de Salamanca, paralisando o projecto, pelo que em 1872 o governo intimou a Companhia Real a continuar as obras, ficando esta directamente responsável pela construção. A Companhia apresentou então uma nova directriz, que tinha sugerida por Manuel Afonso de Espregueira, director da Companhia desde 17 de Abril daquele ano. Na sessão de 1 de Maio, o Conselho de Administração autorizou a abertura de um crédito extraordinário para financiar os estudos necessários, cuja execução foi entregue ao engenheiro Pedro Inácio Lopes. Este novo traçado previa a construção de uma ponte entre a Serra do Pilar e o Monte do Seminário, precisamente o ponto onde o vale do rio era mais fundo e as suas margens mais escarpadas. Após a elaboração do projecto, Pedro Inácio Lopes ainda elevou em dois metros o nível dos carris na ponte, de forma a melhorar o traçado em perfil. Devido ao facto deste traçado ser mais difícil, e por isso necessitar de maiores obras de arte, calculava-se que os custos de construção seriam muito superiores aos dos projectos originais, pelo que a Companhia pediu a isenção do imposto sobre o transporte de mercadorias, o que só foi aprovado em 26 de Fevereiro de 1875. Entretanto, em Outubro de 1872 já tinham sido entregues os ante-projectos da Casa Eiffel e Fives-Lille para a ponte sobre o Douro, enquanto que em 8 de Março do ano seguinte o Comité de Paris remeteu ao director da Companhia mais três ante-projectos, das casas Le Creusot, Gouin e Bergas et C.ie. Uma portaria de 7 de Junho de 1875 aprovou o projecto para a conclusão da Linha do Norte, e na sessão do dia 9, o director informou o Conselho que os projectos tinham sido submetidos à análise por uma comissão formada por L. Molinos, antigo presidente da Sociedade dos Engenheiros Civis, H. de Dion, vice-presidente da mesma sociedade, e por Krenz, engenheiro chefe de Pontes e Calçadas. Foi seleccionada a proposta da casa Eiffel, que tinha sido originalmente orçada em 965.000 francos, mas que depois de várias modificações introduzidas pela comissão passou para 1.200.000 francos. O relatório da comissão elogiou o projecto, embora tenham considerado os coeficientes de resistência ligeiramente elevados, embora isto não fosse um problema caso a ponte fosse bem construída. O projecto definitivo foi concebido pelo engenheiro Théophile Seyrig, sócio de Gustave Eiffel. Na sua concepção, teve-se em cuidado a sua inserção nos valores paisagísticos, tendo sido a primeira das pontes projectadas na região do Porto pela firma de Eiffel.

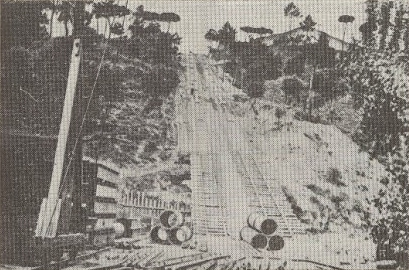
Plano inclinado para zorras, utilizado para transporte dos materiais durante a construção da Ponte.

### Construção
Esta ponte foi construída pela empresa Eiffel Constructions Métalliques., sob a direcção de Eiffel.
Foi a primeira ponte em que os apoios intermédios foram substituídos por um arco, que então era o maior no mundo, motivo pela qual esta estrutura foi considerada uma das mais arrojadas, neste tipo de obras. A montagem do arco foi supervisionada pelo engenheiro Marcel Augevére. A obra foi fiscalizada por um grupo de engenheiros portugueses, liderados por Pedro Inácio Lopes, que também foi o encarregado dos estudos e construção. Devido à natureza inédita desta obra na Europa, foi necessária a realização de minuciosos estudos antes de começar a construção, motivo pelo qual só em 5 de Janeiro de 1876 é que arrancaram as obras, com a abertura das fundações.
Em 23 de Setembro, já tinha sido terminadas as cantarias e alvenarias nos encontros e pilares, além das partes do tabuleiro que não precisavam de ser suportadas pelo arco. Assim, pôde-se dar início aos trabalhos preparatórios para a instalação do arco, mas as obras foram várias vezes interrompidas pelas difíceis condições climatéricas verificadas nesse Inverno, com fortes chuvas, durante as quais não se podia trabalhar, e inundações, cujas correntes impediam o transporte dos componentes por barco. Com efeito, os estaleiros e depósitos de materiais chegaram a estar completamente alagados, pelo que tiveram de se perder vários dias com a limpeza dos lodos que cobriam as peças metálicas, após a descida das águas. As obras foram concluídas com o fechamento do arco em 25 de Setembro de 1877, processo que no entanto não foi bem sucedido na primeira tentativa, uma vez que os dois lados da ponte não estavam ao mesmo nível depois de terem sido removidos os tirantes. Eiffel terá nessa altura ordenado que fossem recolocados os tirantes e que fosse feita outra experiência algumas horas depois, que resultou, devido provavelmente à dilatação da estrutura metálica pelas altas temperaturas sentidas durante o dia. Em 8 de Outubro foi criada uma comissão formada pelos engenheiros João Crisóstomo de Abreu e Sousa, João Joaquim de Matos e Cândido Xavier Cordeiro, para analisar a última secção da Linha do Norte e fazer as provas necessárias à ponte.
A primeira pessoa a inaugurar a ponte foi Adelaide Lopes, esposa de Pedro Inácio Lopes, que percorreu a ponte a pé antes da cerimónia oficial de inauguração. A travessia foi bastante difícil, devido ao vento que se fazia sentir, e uma vez que só metade da ponte é que tinha as passadeiras metálicas, sendo o resto do percurso feito em cima de compridas barras de ferro.
A construção demorou cerca de 22 meses, e empregou 150 operários.

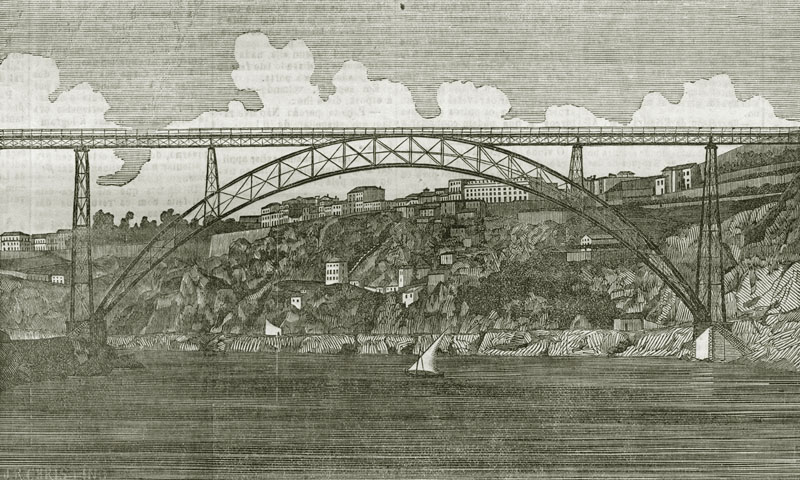
Ponte de D. Maria Pia - gravura de 1877.

### Inauguração
A ponte foi inaugurada em 4 de Novembro de 1877. A cerimónia iniciou-se com um comboio especial, com 24 carruagens, que transportou mais de 1200 convidados desde Vila Nova de Gaia até à ponte. Depois retornou a Gaia, de forma a deixar passar o comboio real. Foi instalado um pavilhão junto ao início da ponte, no lado Sul, onde o rei D. Luís I de Portugal e D. Maria Pia de Saboia e os príncipes D. Carlos e D. Afonso de Bragança receberam a direcção da Companhia Real dos Caminhos de Ferro Portugueses, e os engenheiros portugueses e estrangeiros que estiveram envolvidos na construção, incluindo Eiffel, que apresentou o projecto da ponte. O primeiro comboio chegou a Campanhã no dia seguinte. A festa da inauguração decorreu durante três dias na cidade do Porto, reflectindo o sentimento geral na altura, que considerava que a chegada do caminho de ferro iria melhorar as ligações ao estrangeiro e ao resto do país. As ruas estavam decoradas e tinham alcatifas de areia e flores, enquanto que o comércio esteve fechado durante esse período, e houve animação musical nas praças. A Ponte Maria Pia e o Viaduto de Garabit foram as primeiras pontes ferroviárias com tabuleiros suportados por arcos metálicos de grandes dimensões.

#### Fases de construção

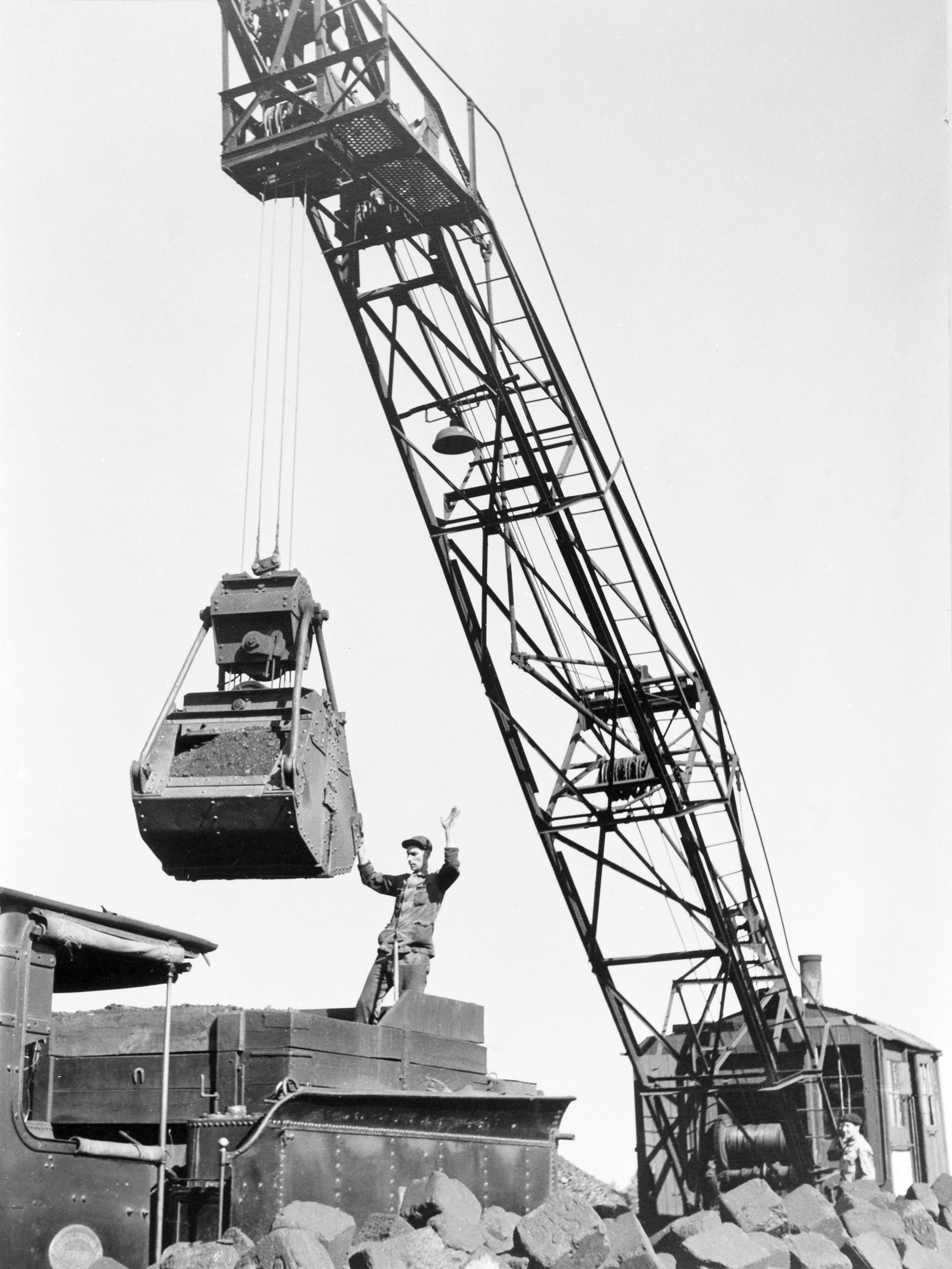

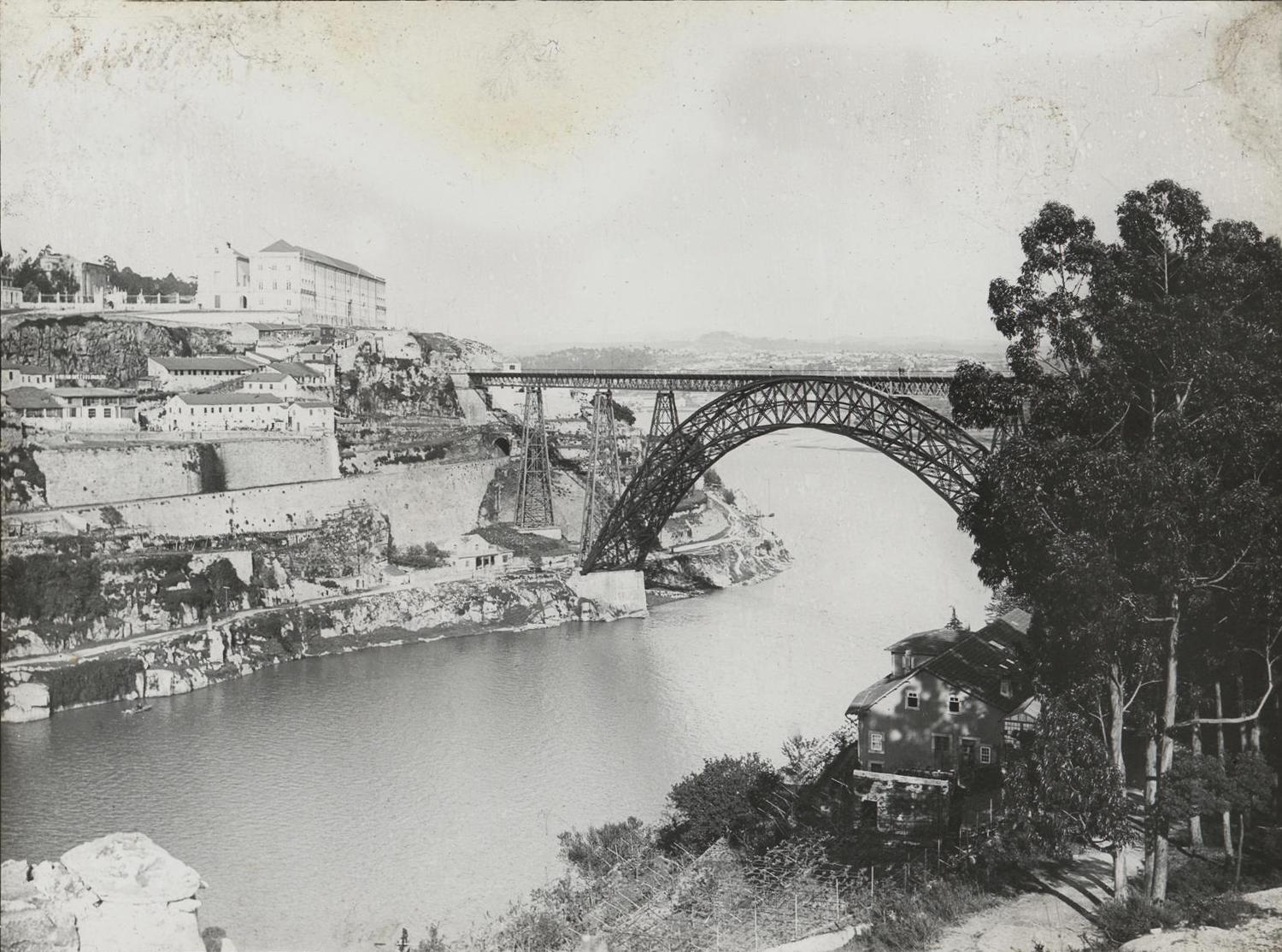
Ponte de D. Maria Pia, na década de 1910.

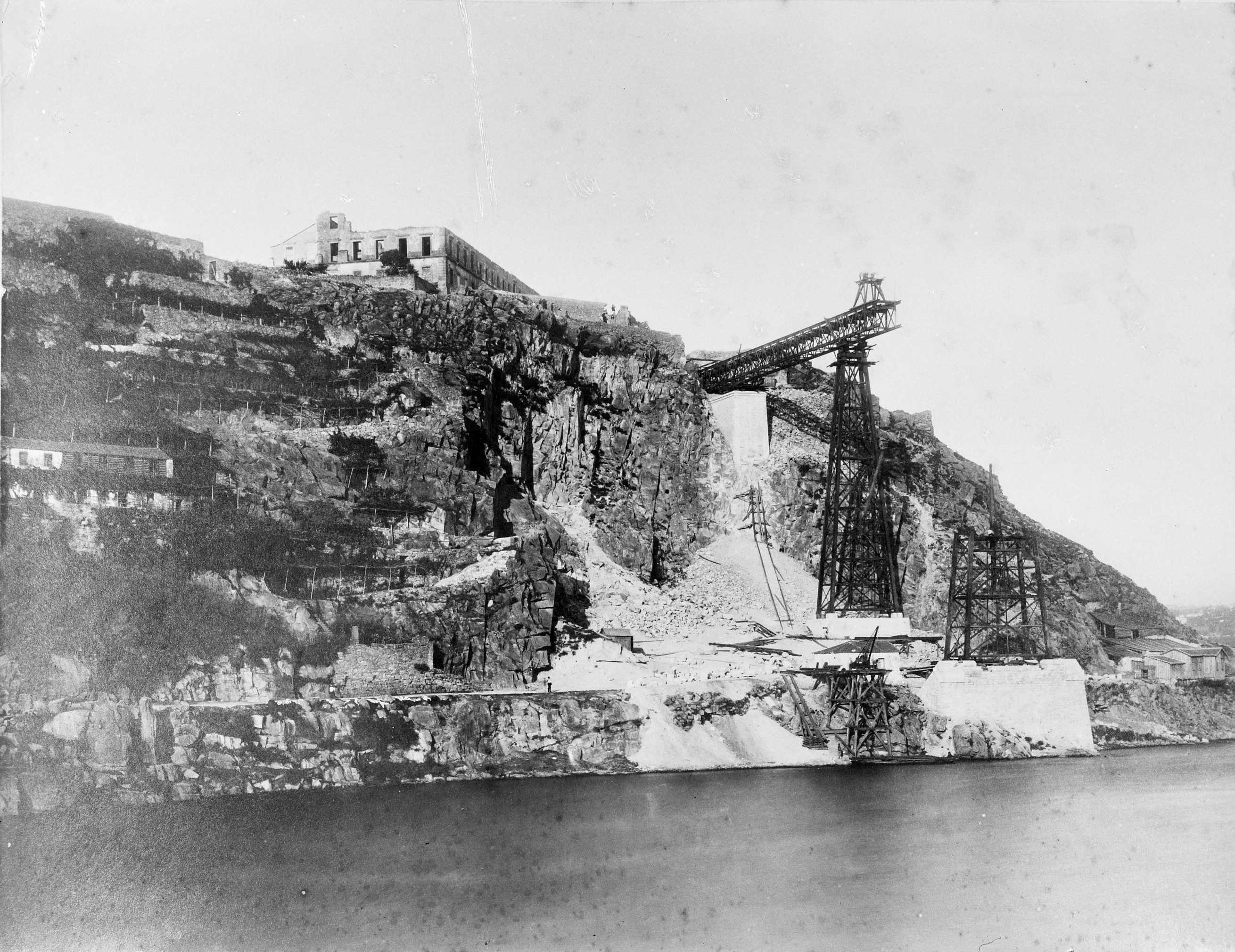
Fase 1
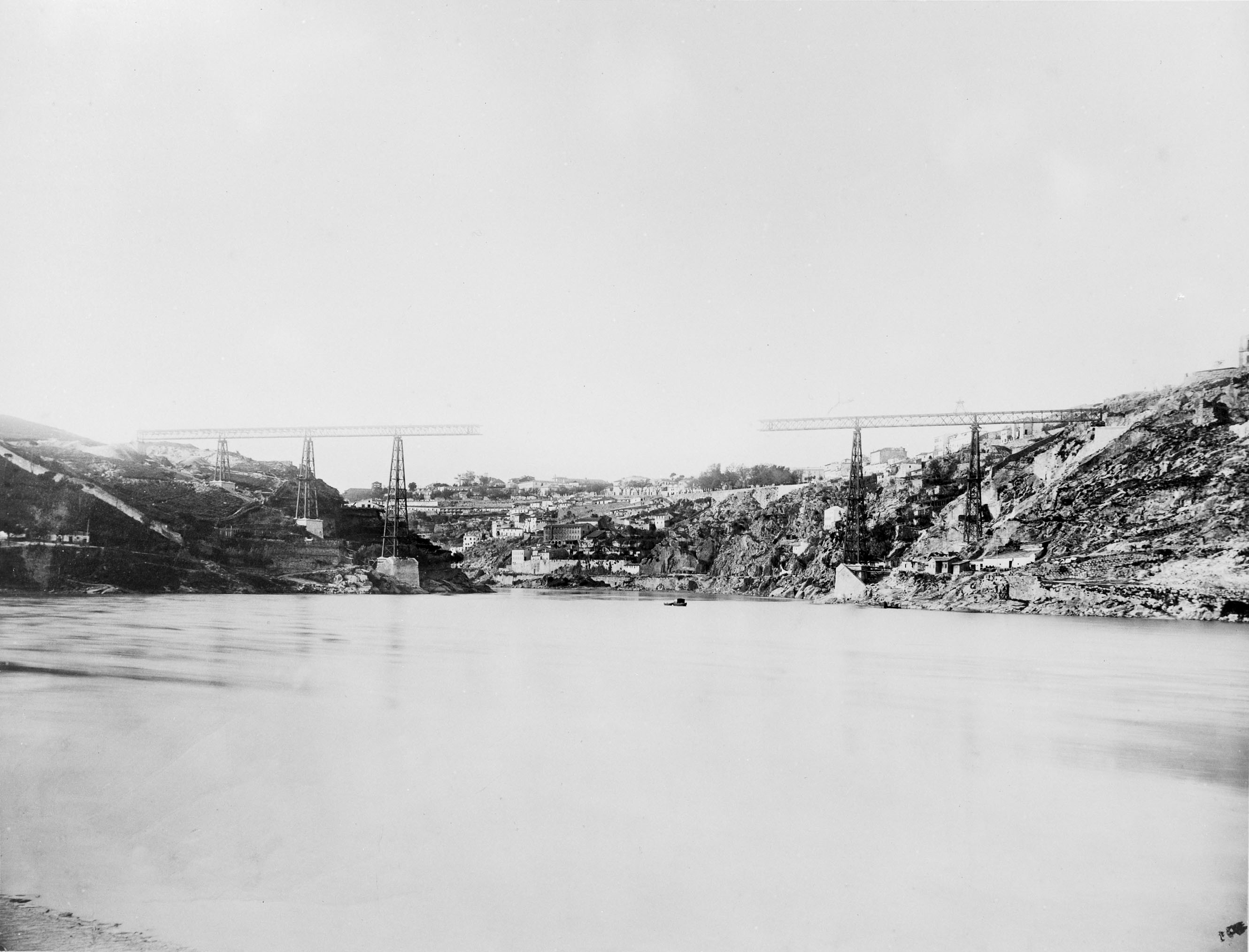
Fase 2
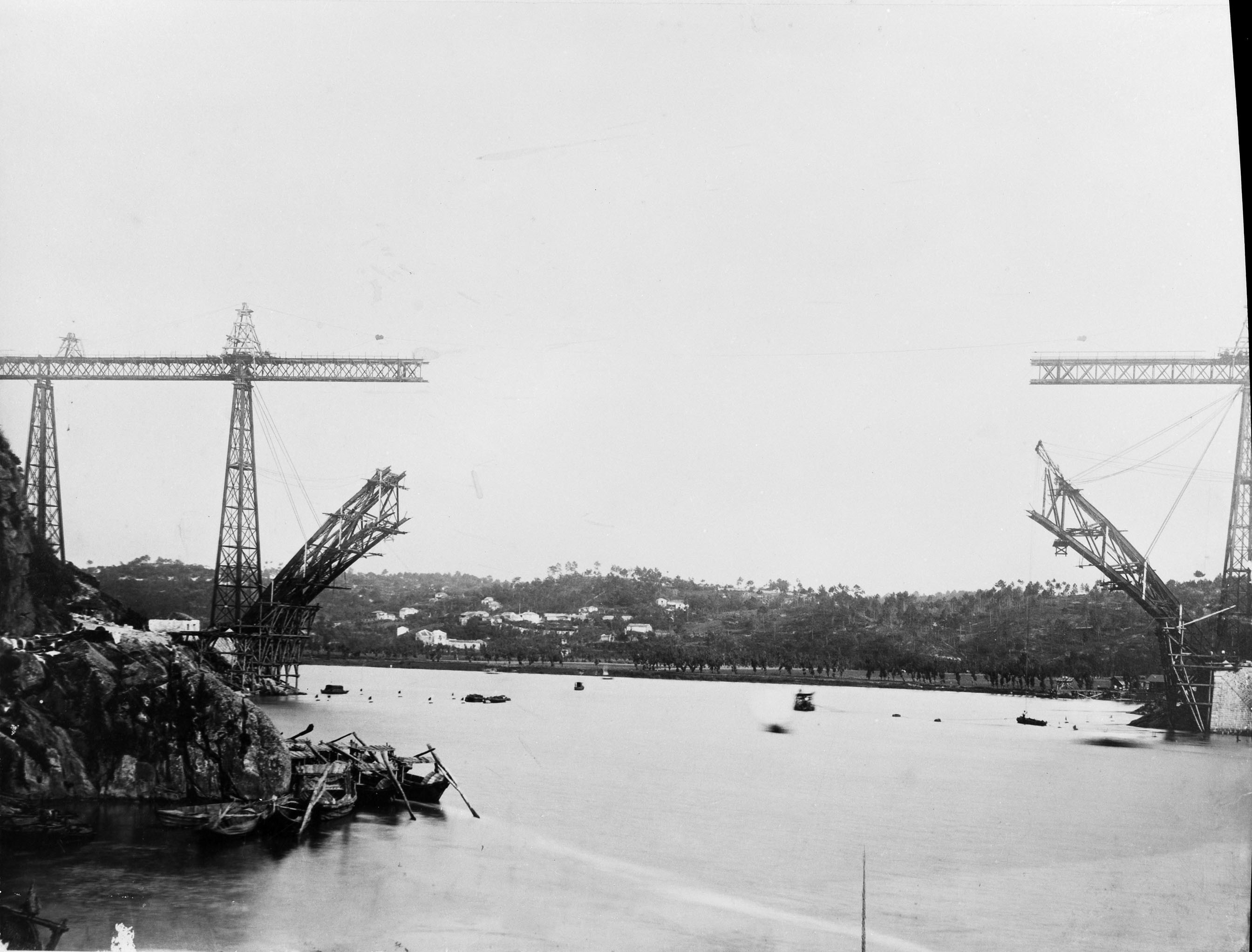
Fase 3
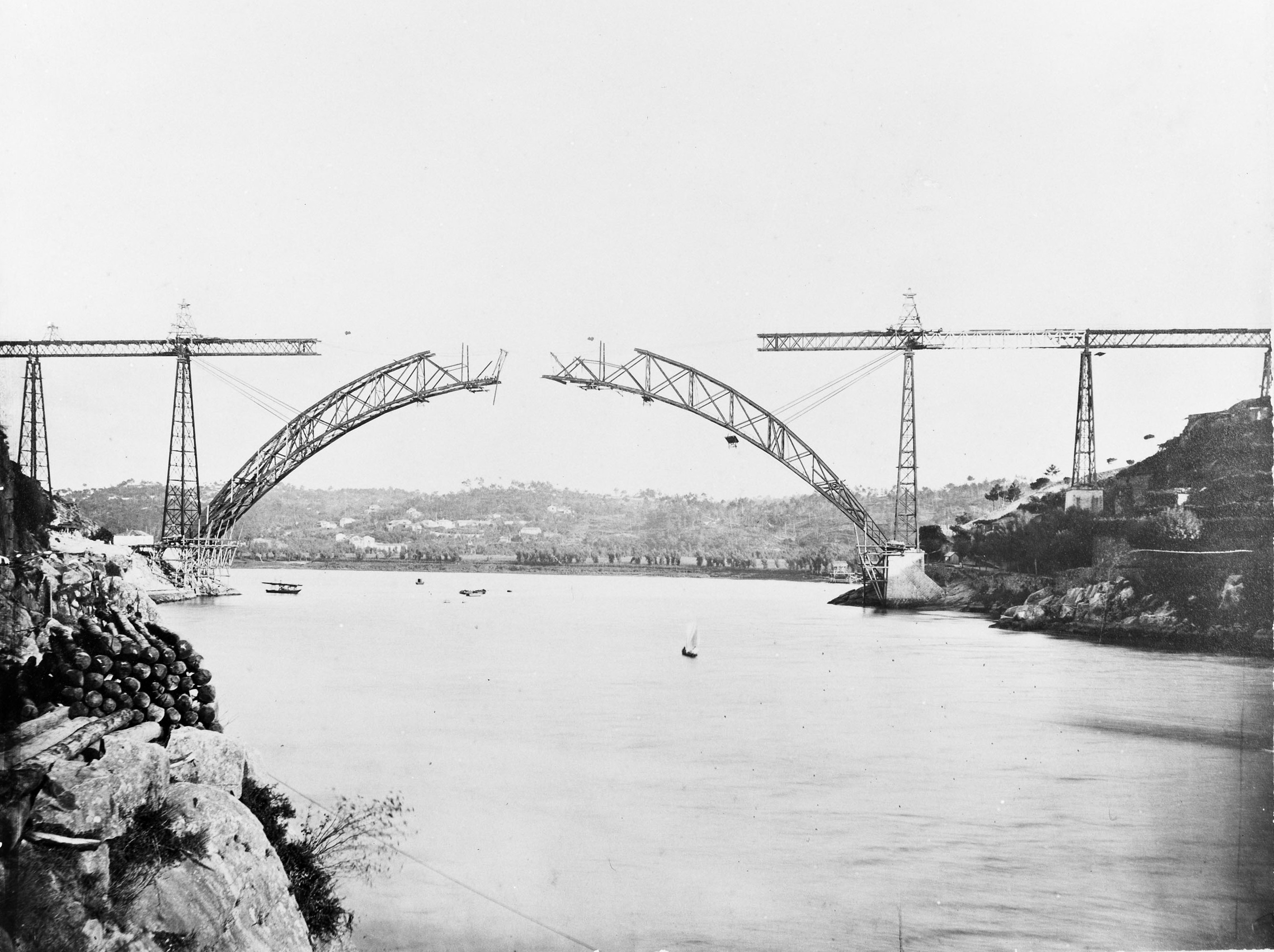
Fase 4
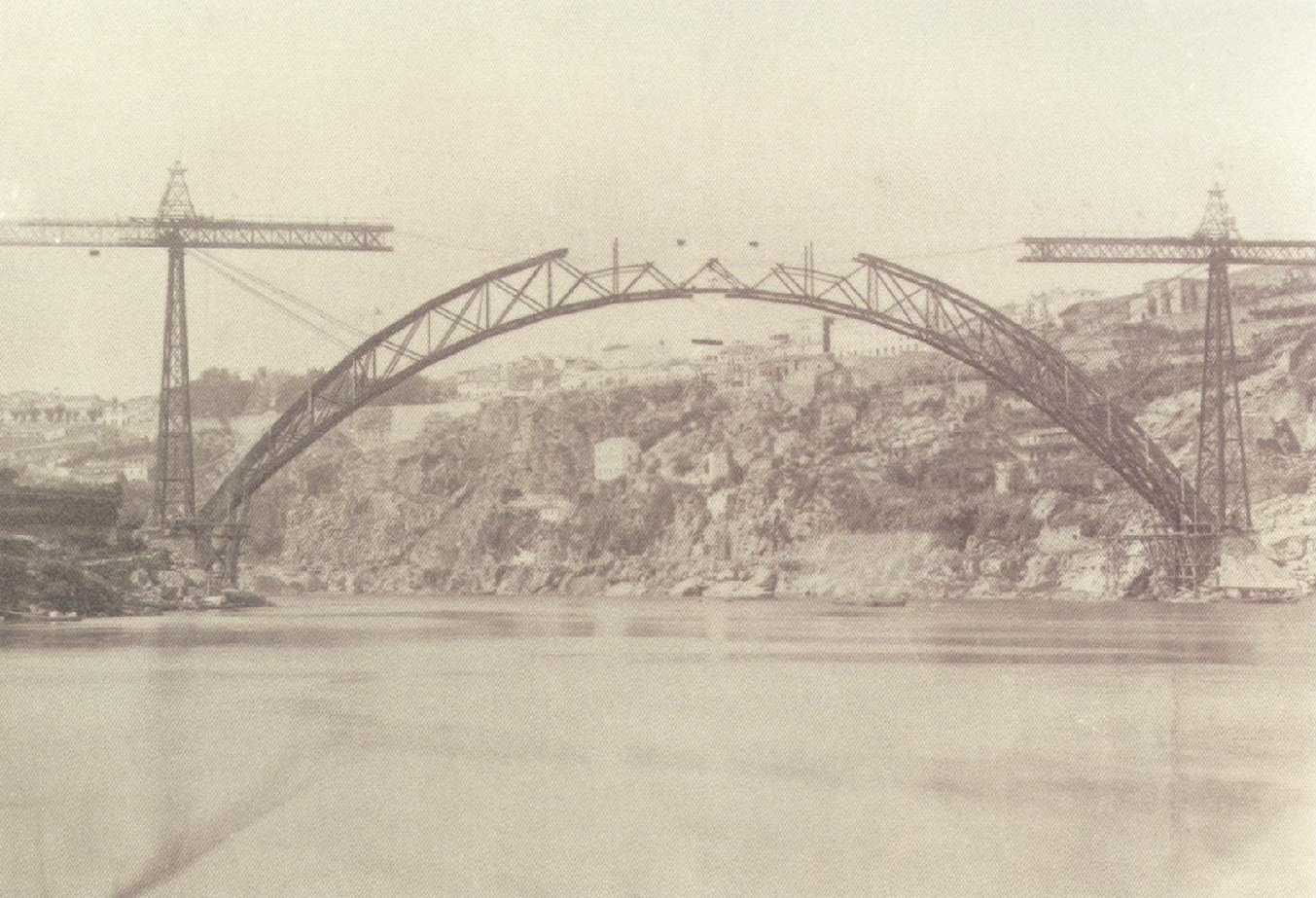
Fase 5

### Primeiros anos
Em Janeiro de 1891, foi realizada a primeira vistoria à ponte, devido à proximidade de uma fábrica de sulfureto de carbono, uma vez que as emissões de ácido sulfuroso poderiam corroer primeiro a pintura e depois a estrutura metálica; verificou-se que as várias camadas de tinta não tinham sido afectadas pelo ácido. Nessa altura, já tinham começado rumores sobre o estado da ponte, alegando-se que os rebites apodreciam e caíam em massa; este fenómeno devia-se, no entanto, aos trabalhos de substituição dos rebites, que eram cortados e substituídos, principalmente no pavimento da ponte e nos corrimões. Em finais de 1897, surgiram de novo boatos sobre a estabilidade da ponte, pelo que o Governador Civil do Porto pediu ao Ministro das Obras Públicas, que estava de passagem pela cidade, a realização de uma nova inspecção. Os resultados foram iguais aos da primeira vistoria, tendo-se considerado que a ponte continuava em excelente estado de conservação, devido aos esforços de uma equipa permanente de serralheiros e pintores, sendo a estrutura pintada totalmente de 3 em 3 anos, tendo-se atenção especial aos efeitos do ar marítimo. A comissão fez várias experiências e mediu as flechas criadas nos rins e no fecho do arco pela passagem de vários comboios, tendo-se formado apenas uma flecha de 20 mm em média nos rins e de 15 mm no fecho, valores considerados normais, e similares aos registados em experiências de 1877.
Também nos finais do século XIX, emergiram novos regulamentos sobre as cargas máximas permitidas pelas pontes metálicas, devido principalmente ao aumento da tonelagem transportada por caminho de ferro; como consequência, várias pontes mais antigas foram sujeitas a trabalhos de reforço, para se adaptarem às novas regras, tendo, em 1899, sido instalada a Oficina de Obras Metálicas de Ovar, com o objectivo de apoiar as obras de reparação da Ponte Maria Pia.

### Década de 1920
Em finais de 1922, esta ponte estava a ser alvo de obras de reparação, considerando-se nessa altura ainda em bom estado de conservação. Em finais de 1927, comemorou-se o cinquentenário da Ponte Maria Pia.

### Década de 1950
Em 1950 a Companhia dos Caminhos de Ferro Portugueses teve de realizar obras nesta ponte, para possibilitar a passagem das locomotivas da Série 070 a 097, e em Julho de 1952, já tinha sofrido novamente obras de reforço para permitir a passagem de locomotivas diesel-eléctricas, tendo sido totalmente transformada.

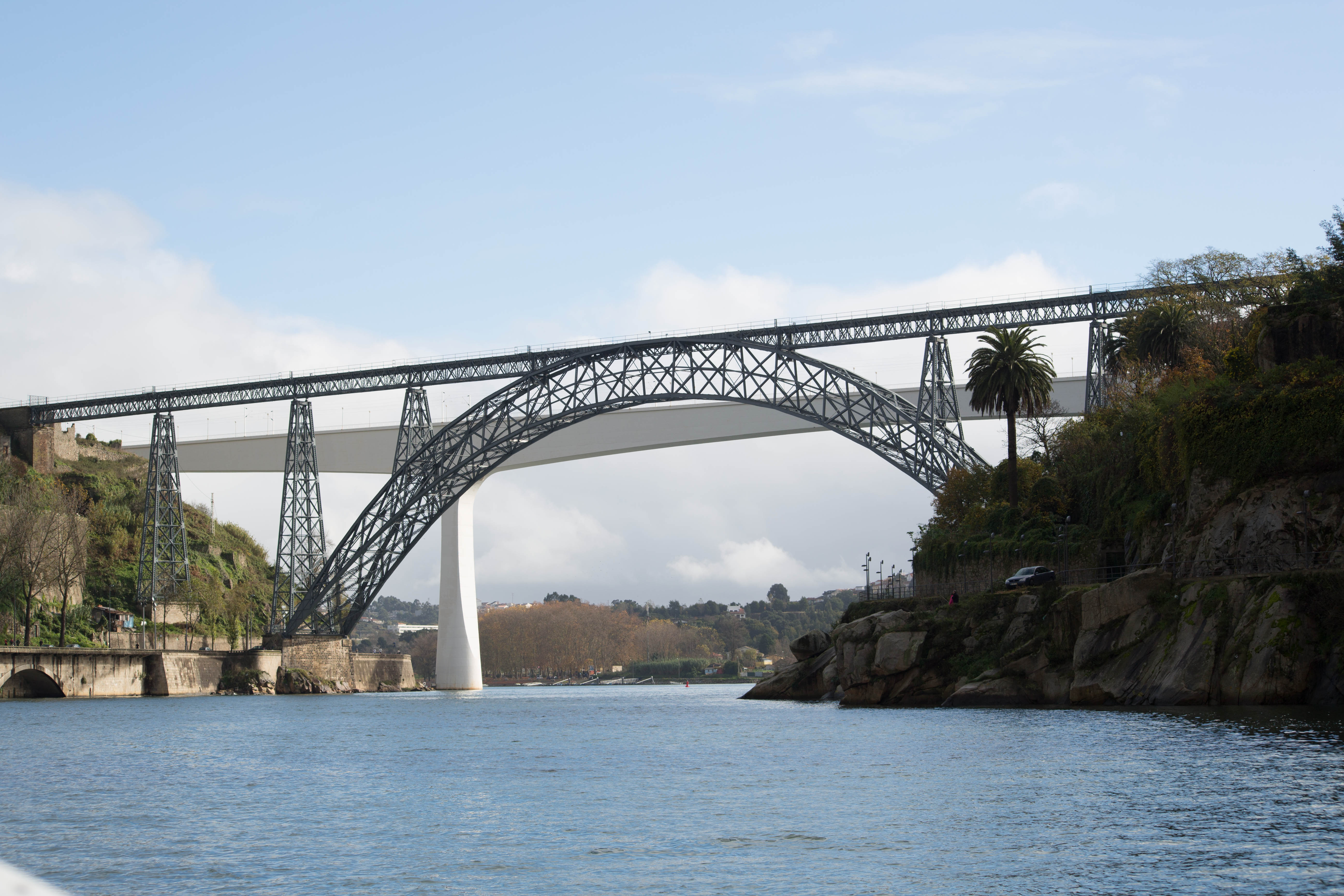
Antiga Ponte D. Maria Pia em 2012, com a Ponte de São João em segundo plano.

### Declínio e encerramento
No último quartel do século XX tornou-se evidente que a velha ponte já não respondia de forma satisfatória às necessidades. As restrições de velocidade de tráfego que não permitiam ultrapassar a velocidade de 20 km/h e o facto de apenas possuir via única ditaram o seu fim como infraestrutura ferroviária. Com efeito, devido à reduzida velocidade no atravessamento, e a receios devido à estabilidade da ponte, por vezes os passageiros com destino ao Porto saíam em Vila Nova de Gaia. Por outro lado, as grandes reduções de velocidade naquele troço prejudicavam significativamente os tempos de percurso dos comboios entre Lisboa e o Porto, e as limitações de peso não permitiam a circulação de material circulante mais pesado, como as locomotivas a vapor da Série 501 a 508, ou as locomotivas a gasóleo da Série 1500.
Ainda no século XIX, já se reconheciam as dificuldades inerentes ao facto da Ponte Maria Pia ser o único ponto de ligação entre as redes ferroviárias de via larga a Norte e Sul do Douro, especialmente do ponto de vista militar, pelo que se começaram a planear novas linhas que atravessassem aquele rio; por exemplo, em 1885, foi estudada uma linha de Chaves a Viseu, e na década de 1920 existiam propostas para caminhos de ferro de Régua a Viseu, e Pocinho a Vila Franca das Naves. Na década de 1930, já a idade da estrutura se fazia notar, sendo necessárias constantes intervenções de conservação e reparação para garantir a sua continuidade em funcionamento, revelando já uma necessidade urgente de ser substituída. Em 1937, já tinham sido feitos estudos para a construção de uma nova ponte, em via dupla.
Nas últimas décadas do século XX, a ponte constituía o ponto de estrangulamento de tráfego mais evidente na rede ferroviária em redor da cidade do Porto, com limitações de velocidade, carga e capacidade, o que provocava grandes problemas à exploração, especialmente no tráfego suburbano. Em 1968, surgiram especulações na imprensa que o projecto para uma nova ponte estava já concluído e aprovado. No entanto, a precária situação financeira da companhia atrasou o início do processo para a construção de uma nova ponte até à Década de 1980.
O Decreto-Lei n.º 307/81, de 13 de Novembro, instituiu o Gabinete da Ponte Ferroviária sobre o Rio Douro, sendo um dos seus objectivos planear e organizar a construção de uma nova travessia ferroviária entre Vila Nova de Gaia e Campanhã.
A ponte esteve em serviço durante 114 anos, como parte da Linha do Norte, tendo sido encerrada no dia 24 de Junho de 1991, dia em que foi inaugurada a Ponte de São João. Esta nova estrutura foi construída junto à Ponte Maria Pia, tendo sido projectada por Edgar Cardoso.

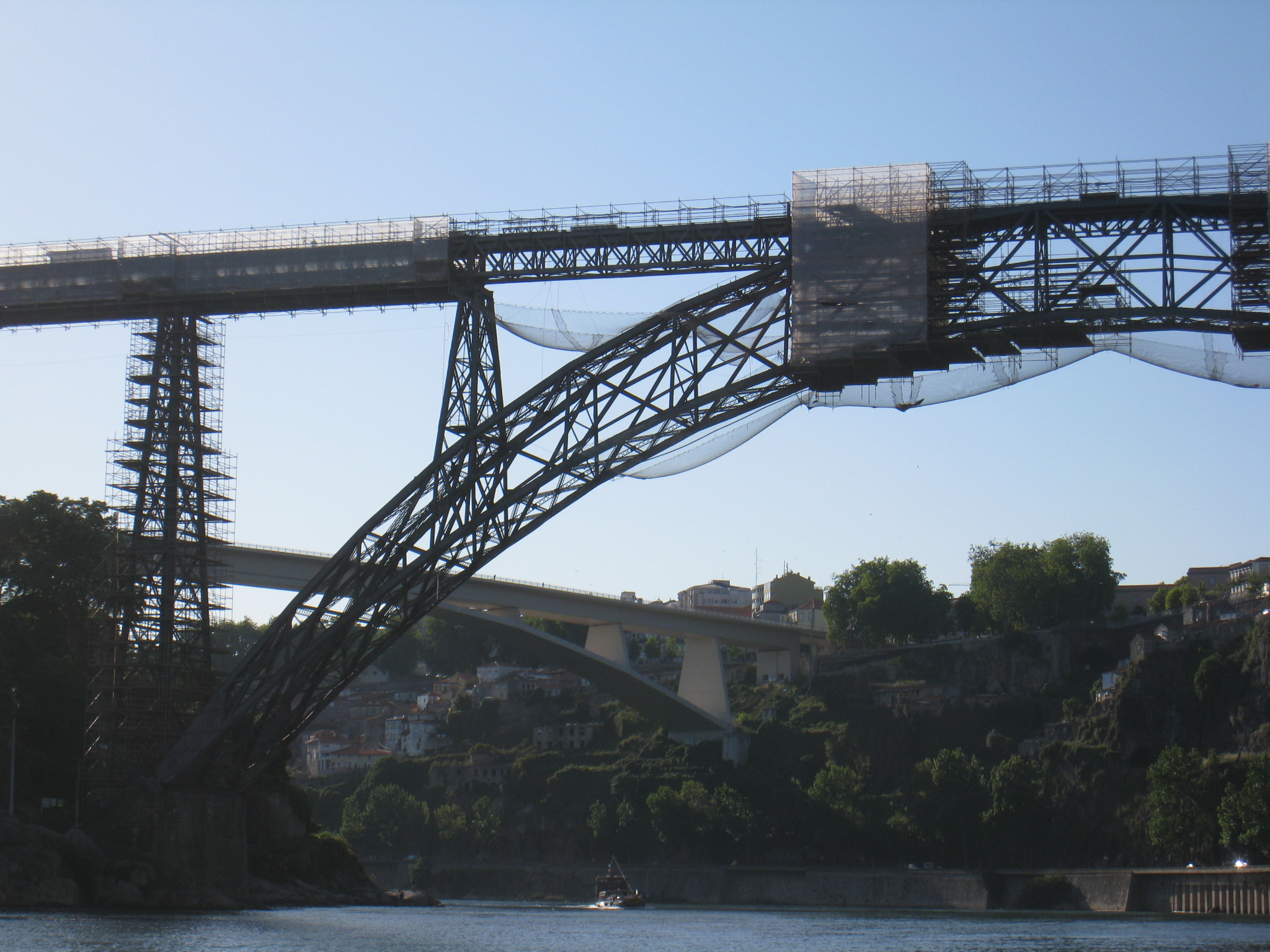
Obras de restauro da ponte, em Maio de 2009.

### Projectos de recuperação
Após o encerramento, a ponte ficou sem obras de manutenção, tendo atingido em 2002 um ponto de degradação que tornou impossível qualquer hipótese de reabilitação para uso rodoviário ou ferroviário. Em Dezembro de 2002, foi formado um grupo de trabalho que propôs a instalação de uma estrada ou do Metro do Porto, mas chegou-se à conclusão que não existiam condições para isso, especialmente para a via do metropolitano, que exigiria profundas modificações na estrutura da ponte e o alargamento do tabuleiro. Em 6 de Março de 2004, o Ministro das Obras Públicas, Transportes e Habitação, Carmona Rodrigues, assinou um protocolo com a Rede Ferroviária Nacional e as Câmaras Municipais do Porto e Vila Nova de Gaia, para o arranque das obras de recuperação da ponte. Este programa contemplava a instalação de uma pista para peões e ciclistas entre as duas cidades, utilizando a ponte, e a reabilitação das duas margens, com a fixação de estabelecimentos comerciais e de um centro de documentação sobre as pontes do Douro. O valor total seria de de 1,6 milhões de Euros, a serem financiados por fundos comunitários, prevendo-se o início das obras até ao final desse ano, que deveriam ter sido concluídas no Verão de 2005. Em 2015, a Rede Ferroviária Nacional declarou ter feito várias reuniões com as autarquias de Vila Nova de Gaia e do Porto, no sentido de retomar o plano de 2004. Deste 1991 até 2015, a ponte só foi alvo de obras de restauro uma vez, em 2009. Outro programa que englobava a reabilitação da ponte era o Projecto de Valorização do Douro, que em 2015 envolvia as autarquias de Gaia, Porto, Gondomar e Santa Maria da Feira. Em 2010 uma empresa nacional procurou reutilizar a ponte como estrutura para bungee jumping, tendo a empresa Estremos chegou a fazer alguns saltos de bungee jumping experimentais em 24 de Abril de 2010, que foram interrompidos devido à intervenção das autoridades. Em 2013, dois arquitectos tinham uma proposta para transladar a ponte Maria Pia ao centro da cidade do Porto e transformá-la numa obra de arte, iniciativa que foi apresentada num concurso de ideias para reabilitar a baixa do Porto, mas que não chegou a ser escolhida. Em Setembro desse ano, a Ponte de D. Maria Pia foi considerada pelo jornal The Guardian como uma das dez mais belas do mundo.
Durante o mandato de Manuel Correia Fernandes como vereador do urbanismo na autarquia do Porto, foi renovada a ideia de instalar uma ecopista na ponte, mas as obras não chegaram a avançar devido à sua saída em 2017.
O engenheiro Edgar Cardoso, responsável pela Ponte de São João, também chegou a apresentar um plano para a reabilitação da Ponte Maria Pia.
Dos vários projectos que foram sendo apontados para a sua re-utilização, nenhum foi concretizado e a REFER já tentou livrar-se dos encargos de manutenção continuando as autarquias de Vila Nova de Gaia e do Porto a também não pretender tal encargo.
No Verão de 2017, o movimento de cidadãos Fórum Cidadania Porto publicou uma carta aberta ao primeiro-ministro António Costa, no âmbito dos 140 anos da inauguração da ponte, onde pediram ao governo que tornasse prioritária a remodelação da ponte, e defenderam o seu uso como passagem para peões e ciclistas. Em resposta, a empresa Infraestruturas de Portugal declarou ter estudado a instalação de um circuito pedonal e para bicicletas na ponte, embora não tivesse recebido até então uma proposta concreta naquele sentido.

## Leitura recomendada
- ANTUNES, Aranha;  et al. (2010). 1910-2010: o caminho de ferro em Portugal. Lisboa: CP-Comboios de Portugal e REFER - Rede Ferroviária Nacional. 233 páginas. ISBN 978-989-97035-0-6
- CERVEIRA, Augusto; CASTRO, Francisco Almeida e (2006). Material e tracção: os caminhos de ferro portugueses nos anos 1940-70. Col: Para a História do Caminho de Ferro em Portugal. Volume 5. Lisboa: CP-Comboios de Portugal. 270 páginas. ISBN 989-95182-0-4
- QUEIRÓS, Amílcar (1976). Os Primeiros Caminhos de Ferro de Portugal: As Linhas Férreas do Leste e do Norte. Coimbra: Coimbra Editora. 45 páginas
- SALGUEIRO, Ângela (2008). A Companhia Real dos Caminhos de Ferro Portugueses: 1859-1891. Lisboa: Univ. Nova de Lisboa. 145 páginas
- VASCONCELOS, António; SANTO, Jorge Zúniga;  et al. (2008). Pontes dos Rios Douro e Tejo. Lisboa: Ingenium. 129 páginas. ISBN 978-989-8149-02-2